# Vélodrome d'Aomori
 (mars 2025).
Si vous disposez d'ouvrages ou d'articles de référence ou si vous connaissez des sites web de qualité traitant du thème abordé ici, merci de compléter l'article en donnant les références utiles à sa vérifiabilité et en les liant à la section « Notes et références ».
Le Vélodrome d'Aomori (青森競輪場, Aomori Keirin-jō) est un vélodrome situé dans la ville d’Aomori, dans la préfecture d’Aomori au Japon. Il est principalement utilisé pour le keirin, une forme de cyclisme sur piste associée aux paris sportifs.

## Informations générales
- Surnoms : Michinoku Keirin, Jomon Bank (référence au site archéologique de Sannai Maruyama).
- Code de pari téléphonique : 12#
- Exploitant : Nippon Totor Co., Ltd.[2]

## Histoire
Le Vélodrome d'Aomori a ouvert ses portes le 24 juin 1950 dans le Parc Gappo. En novembre 1982, il a été déplacé à son emplacement actuel et rouvert en avril 1983.

## Piste
La piste mesure 400 mètres de long, avec des lignes droites de 58,9 m et des virages inclinés à 32°15′07″. La largeur à l’arrivée est de 10,8 m, à la ligne opposée de 9,8 m et au centre de 7,8 m. Les longues lignes droites et le vent provenant du golfe de Mutsu influencent les tactiques de course.

## Principaux événements
- Michinoku Kinen – Mencidoru Trophée (GIII), organisé chaque année de fin août à début septembre.
- Coupe Tsutomu Sakamoto, en l’honneur du coureur olympique Tsutomu Sakamoto.
- Northland Cup et autres compétitions saisonnières d’avril à novembre.

## Installations
- Tribune principale : ~5 427 sièges, capacité totale ~6 000 spectateurs assis.
- Tribune spéciale au 5ᵉ étage : 611 places (70 S, 541 E).
- Aire de jeux pour enfants, espace pelouse, food court, exposition de Nebuta (chars du Festival de Nebuta d'Aomori).
- Un onsen (source thermale) est installé dans le dortoir des coureurs et est accessible au public lors des jours de course (billet d’entrée ≥ 100 ¥).
- Parking gratuit d’environ 4 000 places.

## Accès
- Entrée : 50 ¥ (gratuite pour les moins de 15 ans)
- Tribune spéciale : 1 000 ¥
- Navettes gratuites depuis les gares JR Aomori et Shin-Aomori les jours de course.
- En voiture : 
  - ~15 min depuis l’IC de l’autoroute Tōhoku
  - ~25 min depuis l’aéroport d'Aomori
  - ~15 min depuis Shin-Aomori (JR)

## Mascottes
- Utō-kun (うとう君) : mascotte inspirée de l’Utou, un oiseau marin local.
- Aoi Morin (葵萌輪) : mascotte féminine née le 1er septembre (Vierge), introduite en 2012.